# 1÷x=1 (Undivided)
《1÷x=1 (UNDIVIDED )》是韓國男子音樂組合Wanna One在2018年6月4日推出的特別專輯，由YMC娛樂製作。寓意著成員們無限可能性，也深刻詮釋命中注定愛情故事。專輯收錄四個小分隊以及Block B ZICO、Heize、雙人嘻哈組合 Dynamic Duo、搖滾樂團 Nell 合作曲。

## 外部連結
- .   [2018-07-29]. （原始内容存档于2017-08-22）.
- YouTube上的Wanna One - Light (華納official HD 高畫質官方中字版)（繁體中文）